# Trägheitsmoment
Das Trägheitsmoment, auch Massenträgheitsmoment oder Inertialmoment, gibt die Trägheit eines starren Körpers gegenüber einer Änderung seiner Winkelgeschwindigkeit bei der Drehung um eine gegebene Achse an (Drehmoment geteilt durch Winkelbeschleunigung, gleichbedeutend Drehimpuls geteilt durch Winkelgeschwindigkeit). Damit spielt es die gleiche Rolle wie die Masse im Verhältnis von Kraft und Beschleunigung (bzw. von Impuls und Geschwindigkeit); deswegen ist in der älteren Literatur auch die Bezeichnung Drehmasse gebräuchlich. Als physikalische Größe kommt es erstmals 1749 im Werk Scientia Navalis von Leonhard Euler vor.
Das Trägheitsmoment hängt von der Massenverteilung in Bezug auf die Drehachse ab. Je weiter ein Massenelement von der Drehachse entfernt ist, desto mehr trägt es zum Trägheitsmoment bei; der Abstand geht quadratisch ein. Nimmt die Dichte des Körpers zur Drehachse hin zu, ist sein Trägheitsmoment kleiner, als wenn seine Masse im selben Volumen homogen verteilt wäre. Bei rasch rotierenden Planeten lässt sich deshalb aus der Abplattung auf den Dichteverlauf schließen.
Ist die Drehachse nicht fest vorgegeben, so reicht zur Beschreibung des Trägheitsverhaltens eine einzelne Zahl nicht aus. Aus dem Trägheitstensor kann das Trägheitsmoment für jede beliebige Achse durch den Schwerpunkt berechnet werden.

## Anschauliche Beispiele

### Balancierhilfe

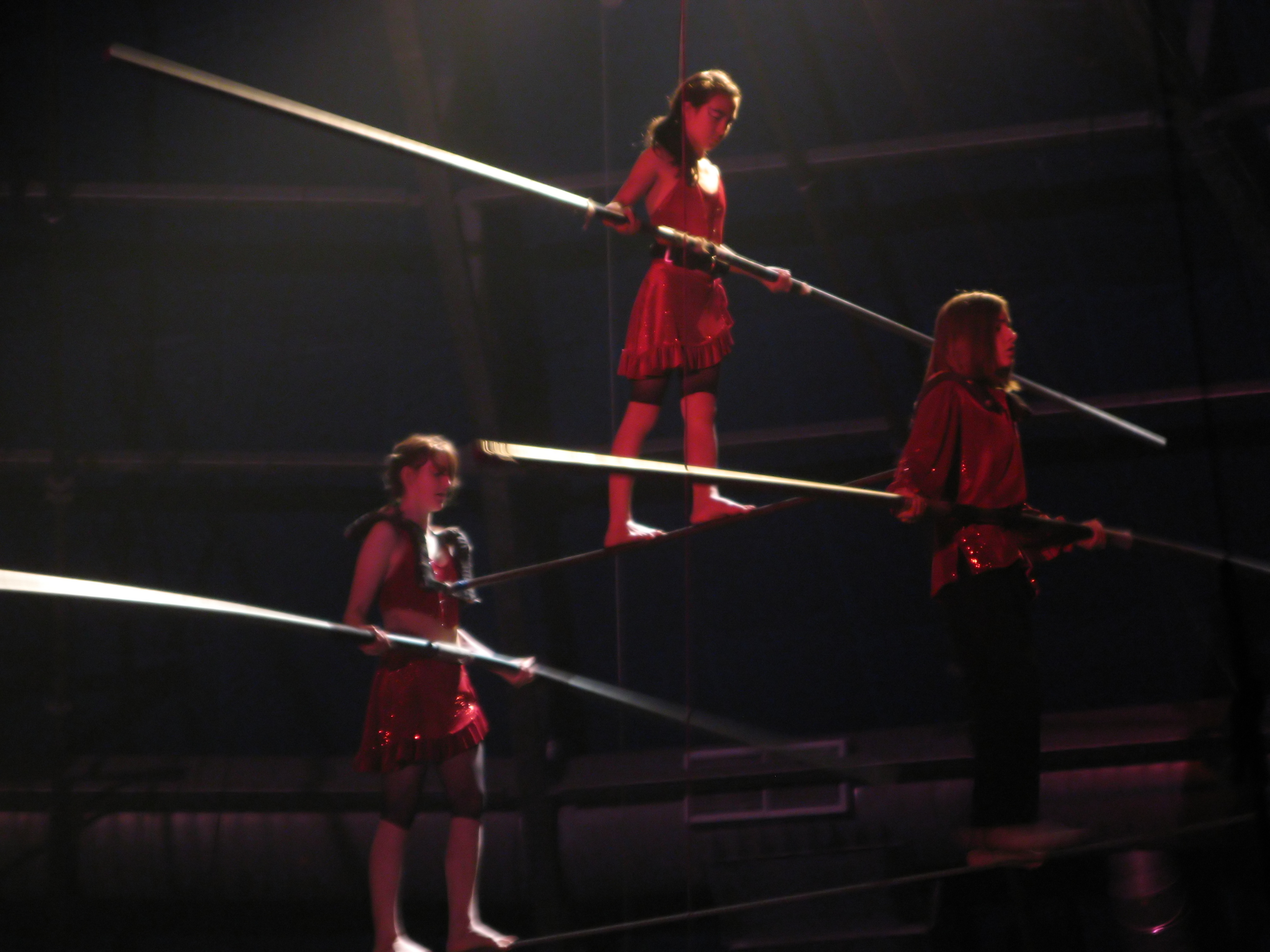
Hochseilartisten mit Balancierstangen

Beim Seiltanz werden als Balancierhilfe bevorzugt lange Stangen quer zum Seil gehalten. Im Vergleich zu einem gleich schweren kompakten Körper, etwa einem Sandsack, den der Artist am Körper trägt, hat so eine Stange in Bezug zum Seil als Drehachse ein größeres Trägheitsmoment. Ein Zur-Seite-Kippen wird dadurch nicht verhindert, aber so verlangsamt, dass genügend Zeit für eine ausgleichende Bewegung bleibt.
Den Effekt kann man leicht selbst ausprobieren: Ein 30-cm-Lineal (kürzer ist schwieriger) lässt sich hochkant auf der Handfläche balancieren. Quer jedoch, auf eine seiner langen Kanten gestellt, fällt es komplett um, bevor man reagieren kann. Die Drehachse ist in beiden Fällen die aufliegende Kante, während das mittlere Abstandsquadrat von dieser Achse mit über 300 cm2 bzw. rund 5,3 cm2 stark verschieden ist.
Dass der Abstand quadratisch in das Trägheitsmoment eingeht, lässt sich leicht einsehen: Ein Massenelement in doppeltem Abstand muss bei einer bestimmten Winkelbeschleunigung doppelt so stark tangential beschleunigt werden. Das erforderliche Drehmoment (doppelte Kraft × doppelter Hebelarm) ist damit vierfach so groß.

### Drehstuhl und Pirouette
Mit einem weiteren einfachen Experiment kann man eine Änderung des Trägheitsmoments veranschaulichen. Man setzt sich möglichst mittig auf einen drehbaren Bürostuhl und lässt sich mit gestreckten Armen und Beinen in Drehung versetzen. Wenn man dann die Arme und Beine an den Körper heranzieht, nimmt das Trägheitsmoment ab. Weil der Drehimpuls, also das Produkt aus Trägheitsmoment und Winkelgeschwindigkeit, sich nicht ändern kann (Drehimpulserhaltung), wird die Drehbewegung schneller. Erneutes Ausstrecken verlangsamt die Bewegung wieder. Um den Effekt zu verstärken, kann man in jede Hand schwere Gegenstände nehmen, etwa Hanteln. Je größer deren Masse, desto deutlicher wird der Effekt.
Ein ähnliches Beispiel ist der Pirouetteneffekt, der aus dem Eiskunstlaufen bekannt ist. Die Kontrolle der Drehgeschwindigkeit kann allein aus der Verlagerung der Körpermasse relativ zur Drehachse erfolgen. Zieht der Eiskunstläufer die Arme an, dreht er sich schneller – ein erneutes Schwungholen ist nicht nötig.

## Formelzeichen und Einheit
Die geläufigsten Formelzeichen für das Trägheitsmoment sind {\displaystyle I} und {\displaystyle J}, zurückgehend auf das lateinische Wort iners, das untätig und träge bedeutet. Um Verwechselung mit der elektrischen Stromstärke {\displaystyle I} zu vermeiden, ist auch ein {\displaystyle \Theta } (großes Theta) gebräuchlich. In diesem Artikel wird durchgehend {\displaystyle I} verwendet.
Die SI-Einheit des Trägheitsmoments ist kg·m2.

## Allgemeine Definition
Das Massenträgheitsmoment {\displaystyle I} lässt sich wie folgt berechnen:
{\displaystyle I=\int _{V}{\vec {r}}_{\perp }\!^{2}\varrho ({\vec {r}})\,\mathrm {d} V=\int _{V}r_{\perp }^{2}\,\mathrm {d} m}.
Dabei ist  {\displaystyle \varrho ({\vec {r}})} die Funktion der Dichte des Körpers und {\displaystyle {\vec {r}}_{\perp }} der senkrechte Vektor von der Rotationsachse zum Volumenelement {\displaystyle dV} (siehe untenstehende Abbildung, Rotationsachse vorgegeben durch die Winkelgeschwindigkeit {\displaystyle {\vec {\omega }}}).

## Motivation der Definition

Gezeigt ist eine beliebig geformte Massenverteilung der Dichte, die um die Achse rotiert. Ein Massenelement hat den Abstand von der Drehachse und die Bahngeschwindigkeit.

### Starrer Körper bestehend ausNMassenpunkten

Werden Massenelemente parallel zur Rotationsachse verschoben, ändert sich das Trägheitsmoment nicht. Ein Stab, der den Winkel mit der Rotationsachse ' einschließt, wird zerschnitten und die entstandenen Einzelteile parallel zur Rotationsachse so verschoben und zusammengefügt, dass sich ein horizontal gelagerter, kürzerer Stab ergibt. Die Masse, die Massenverteilung und folglich das Trägheitsmoment bezüglich der -Achse bleiben dadurch gleich.

Rotiert ein starrer Körper, der aus {\displaystyle N} Massenpunkten besteht, mit Winkelgeschwindigkeit {\displaystyle {\vec {\omega }}} um die dadurch vorgegebene Rotationsachse, ohne sich dabei translatorisch zu bewegen, ergibt sich seine gesamte Rotationsenergie aus der Summe der kinetischen Energien der einzelnen Massenpunkte mit Massen {\displaystyle m_{i}} und Bahngeschwindigkeiten {\displaystyle v_{i}}:
{\displaystyle E_{\mathrm {rot} }=\sum _{i}^{N}E_{\mathrm {kin,} i}=\sum _{i}^{N}{\frac {1}{2}}m_{i}v_{i}^{2}}.
Da sich dabei jeder Massepunkt auf einer Kreisbahn mit der Winkelgeschwindigkeit {\displaystyle \omega } um die Rotationsachse dreht, gilt mit seinem senkrechten Abstand {\displaystyle r_{i,\perp }} zu dieser Achse: {\displaystyle v_{i}=\omega \cdot r_{i,\perp }}. Daraus folgt:
{\displaystyle E_{\mathrm {rot} }={\frac {1}{2}}\sum _{i}^{N}m_{i}r_{i,\perp }^{2}\omega ^{2}}.
Analog zur Definition der Bewegungsenergie
{\displaystyle E_{\mathrm {kin} }={\frac {1}{2}}\underbrace {\left(\sum _{i}^{N}m_{i}\right)} _{=M}v^{2}={\frac {1}{2}}Mv^{2}}
eines translatorisch bewegten starren Körpers aus {\displaystyle N} Massenpunkten mit der Gesamtmasse {\displaystyle M}, definiert man das Trägheitsmoment eines rotierenden starren Körpers aus {\displaystyle N} Massenpunkten als
{\displaystyle I=\sum _{i}^{N}m_{i}r_{i,\perp }^{2}}.
da damit gilt
{\displaystyle E_{\mathrm {rot} }={\frac {1}{2}}\underbrace {\left(\sum _{i}^{N}m_{i}r_{i,\perp }^{2}\right)} _{:=I}\omega ^{2}={\frac {1}{2}}I\omega ^{2}}.
In Analogie zur Translationsbewegung von starren Körpern lässt sich so sagen:
1. Die Masse eines rotierenden Körpers entspricht dem Trägheitsmoment {\displaystyle I}.
2. Die Geschwindigkeit eines rotierenden Körpers entspricht der Winkelgeschwindigkeit {\displaystyle \omega }.

Oftmals beschreibt man den Körper in Kartesischen Koordinaten und legt die {\displaystyle z}-Achse des Koordinatensystems durch die Rotationsachse. Sind dann {\displaystyle (x_{i},y_{i},z_{i})} die Koordinaten des {\displaystyle i}-ten Massenpunktes, gilt  {\displaystyle r_{i,\perp }^{2}=x_{i}^{2}+y_{i}^{2}} und somit:
{\displaystyle I=\sum _{i}m_{i}(x_{i}^{2}+y_{i}^{2})}.

### Starrer Körper mit kontinuierlicher Massenverteilung
Die Formel für das Massenträgheitsmoment eines starren Körpers mit einer kontinuierlichen Massenverteilung erhält man, indem man den Körper gedanklich in viele kleine Teilvolumina zerlegt. Ist {\displaystyle \Delta m_{i}} die Masse des {\displaystyle i}-ten Teilvolumens und {\displaystyle r_{i,\perp }} der Abstand eines Punktes im {\displaystyle i}-ten Teilvolumens zur Drehachse, so beträgt die Rotationsenergie näherungsweise
{\displaystyle E_{\mathrm {rot} }\approx {\frac {1}{2}}\left(\sum _{i}^{N}\Delta m_{i}r_{i,\perp }^{2}\right)\omega ^{2}}.
Wählt man nun eine immer feinere Zerlegung und lässt schließlich die Größe der Teilvolumina gegen null und damit einhergehend deren Anzahl gegen unendlich gehen {\displaystyle (N\to \infty )}, so geht auch jeweils die Masse in jedem der Teilvolumina gegen null {\displaystyle (\Delta m_{i}\to 0)}, und die Gleichung wird exakt:
{\displaystyle E_{\mathrm {rot} }={\frac {1}{2}}\left(\lim _{N\to \infty  \atop \Delta m_{i}\to 0}\sum _{i}^{N}\Delta m_{i}r_{i,\perp }^{2}\right)\omega ^{2}}.
Wenn man die Massen {\displaystyle \Delta m_{i}=\varrho ({\vec {r}}_{i})\Delta V_{i}} durch die Größe {\displaystyle \Delta V_{i}} des Volumenelements am Ort {\displaystyle {\vec {r}}_{i}} und die dort herrschende Massendichte {\displaystyle \varrho ({\vec {r}}_{i})} ausdrückt, folgt:
{\displaystyle E_{\mathrm {rot} }={\frac {1}{2}}\left(\lim _{N\to \infty  \atop \Delta V_{i}\to 0}\sum _{i}^{N}\varrho ({\vec {r}}_{i})\Delta V_{i}\,r_{i,\perp }^{2}\right)\,\omega ^{2}}
Die eingeklammerte Summe ist das Volumenintegral der Funktion {\displaystyle \varrho ({\vec {r}})\,r_{\perp }^{2}} über das Volumen {\displaystyle V} des aus den infinitesimalen Massenelementen {\displaystyle \mathrm {d} m=\varrho ({\vec {r}})\mathrm {d} V} zusammengesetzten Körpers.  Damit ist:
{\displaystyle E_{\mathrm {rot} }={\frac {1}{2}}{\Bigl (}\int _{V}r_{\perp }^{2}\varrho ({\vec {r}})\,\mathrm {d} V{\Bigr )}\omega ^{2}={\frac {1}{2}}{\Bigl (}\int _{V}r_{\perp }^{2}\,\mathrm {d} m{\Bigr )}\omega ^{2}}
Mit
{\displaystyle E_{\mathrm {rot} }={\frac {1}{2}}I\omega ^{2}}
ergibt sich obige allgemeine Definition des Massenträgheitsmomentes:
{\displaystyle I=\int _{V}r_{\perp }^{2}\varrho ({\vec {r}})\,\mathrm {d} V=\int _{V}r_{\perp }^{2}\,\mathrm {d} m}

## Zusammenhang zwischen Trägheitsmoment und Drehimpuls
Der Gesamtdrehimpuls {\displaystyle {\vec {L}}} des starren Körpers zeigt i. d. R. nicht in dieselbe Richtung wie die Winkelgeschwindigkeit {\displaystyle {\vec {\omega }}}. Die achsenparallele Komponente {\displaystyle L_{\parallel }} jedoch ist durch {\displaystyle L_{\parallel }=I\omega } gegeben. Dies lässt sich wie folgt einsehen. Der Ortsvektor eines einzelnen Massenelementes {\displaystyle \Delta m_{i}} wird nach {\displaystyle {\vec {r}}_{i}={\vec {r}}_{i,\parallel }+{\vec {r}}_{i,\perp }} in einen zu {\displaystyle {\vec {\omega }}} parallelen und einen dazu senkrechten Anteil aufgeteilt.
Zur achsenparallelen Komponente des Drehimpulses dieses Massenelements {\displaystyle L_{i,\parallel }} trägt der parallele Anteil des Ortsvektors nichts bei, es bleibt:
{\displaystyle {L}_{i,\parallel }=|{\vec {r}}_{i,\perp }\times (\Delta m_{i}{\vec {v}}_{i})|=r_{i,\perp }^{2}\Delta m_{i}\omega }.
Die achsenparallele Komponente des Gesamtdrehimpulses ergibt sich dann zu
{\displaystyle L_{\parallel }=\sum _{i}L_{i,\parallel }=\omega \sum _{i}r_{i,\perp }^{2}\Delta m_{i}=\omega I}.
Außerdem folgt daraus sofort
{\displaystyle E_{\mathrm {rot} }={\frac {1}{2}}I\omega ^{2}={\frac {L_{\parallel }^{2}}{2I}}}.

## Vergleich mit der Masse bei linearer Bewegung
Das Trägheitsmoment {\displaystyle I} bei einer rotierenden Bewegung ist vergleichbar mit der Masse {\displaystyle m} einer linearen (geradlinigen) Bewegung (ausführlich siehe Rotation (Physik)#Vergleich mit der Translationsbewegung). Man vergleiche folgende Gleichungen:
| Rotationsbewegung                                   | Rotationsbewegung                                                       | Translationsbewegung                          | Translationsbewegung                                          |
| --------------------------------------------------- | ----------------------------------------------------------------------- | --------------------------------------------- | ------------------------------------------------------------- |
| {\displaystyle M=I\cdot \alpha }                    | Drehmoment = Trägheitsmoment mal Winkelbeschleunigung                   | {\displaystyle F=m\cdot a}                    | Kraft = Masse mal Beschleunigung (Zweites Newtonsches Gesetz) |
| {\displaystyle L=I\cdot \omega }                    | Drehimpuls = Trägheitsmoment mal Winkelgeschwindigkeit                  | {\displaystyle p=m\cdot v}                    | Impuls = Masse mal Geschwindigkeit                            |
| {\displaystyle E={\tfrac {1}{2}}I\cdot \omega ^{2}} | Energie = Trägheitsmoment mal Quadrat der Winkelgeschwindigkeit durch 2 | {\displaystyle E={\tfrac {1}{2}}m\cdot v^{2}} | Energie = Masse mal Quadrat der Geschwindigkeit durch 2       |

## Formeln für wichtige Spezialfälle

### Trägheitsmoment eines homogenen rotationssymmetrischen Körpers
Das Trägheitsmoment eines rotationssymmetrischen Körpers, der um seine Symmetrieachse ({\displaystyle z}-Achse) rotiert, kann mit Hilfe von Zylinderkoordinaten berechnet werden.
Ist {\displaystyle r(z)} der Radius des Körpers bei der Höhe {\displaystyle z}, dann ist das Volumenelement durch eine Kreisscheibe der Dicke {\displaystyle \mathrm {d} z} gegeben:
{\displaystyle \mathrm {d} V=\pi r(z)^{2}\,\mathrm {d} z}. Daher gilt für einen Körper, der von {\displaystyle z=0} bis {\displaystyle z=H} reicht:
{\displaystyle I={\frac {1}{2}}\pi \rho \int _{0}^{H}r(z)^{4}\,\mathrm {d} z}.
Ist die Oberfläche des Körpers stattdessen (wie z. B. bei einem Kegel möglich) durch die beim Radius {\displaystyle r} erreichte Höhe {\displaystyle h(r)} gegeben, kann man das Volumenelement als Mantel eines Zylinders mit Radius {\displaystyle r} so wählen: {\displaystyle \mathrm {d} V=2\pi r\,h(r)\mathrm {d} r}. Zu integrieren ist dann über alle Radien von {\displaystyle r=0} bis zum maximalen Radius {\displaystyle r=R}
{\displaystyle I=2\pi \rho \int _{0}^{R}r^{3}\,h(r)\,\mathrm {d} r}.

### Trägheitsmomente für zwei zueinander parallele Achsen (Steinerscher Satz)

Illustration der Steiner-Regel. Drehachse 1 geht durch den Schwerpunkt des Körpers der Masse m. Drehachse 2 ist um den Abstand d verschoben.

Ist das Trägheitsmoment {\displaystyle I_{\mathrm {S} }} für eine Achse durch den Schwerpunkt eines Körpers bekannt, so ist das Trägheitsmoment {\displaystyle I_{\mathrm {P} }} für eine beliebige parallel verschobene Drehachse
{\displaystyle \left.I_{\mathrm {P} }=I_{\mathrm {S} }+md^{2}\right.}.
Dabei gibt {\displaystyle d} den Abstand des Schwerpunkts von der parallel verschobenen Drehachse an.
Man kann den Steinerschen Satz für zwei beliebige parallele Drehachsen verallgemeinern. Dazu muss der Satz zweimal hintereinander angewendet werden: Zunächst verschiebe man die Drehachse so, dass sie durch den Schwerpunkt des Körpers geht, danach auf den gewünschten Zielort.
{\displaystyle I_{\mathrm {neu} }=I_{\mathrm {alt} }+m\left(d_{\mathrm {neu} }^{2}-d_{\mathrm {alt} }^{2}\right)}.

### Satz über zueinander senkrechte Achsen

Dünne Kreisscheibe mit Radius

Der Satz über senkrechte Achsen behandelt den Sonderfall einer beliebig geformten Scheibe, deren Dicke im Vergleich zu ihrer Ausdehnung vernachlässigt werden kann. Dann ist das Trägheitsmoment um eine beliebige Drehachse senkrecht zur Scheibenebene gleich der Summe der Trägheitsmomente um zwei beliebige Drehachsen in der Scheibenebene, die zueinander senkrecht sind und deren Schnittpunkt auf der erstgenannten Drehachse liegt. Für einen Körper in der xy-Ebene bei {\displaystyle z=0} wie im Bild heißt das:
{\displaystyle I_{z}=I_{x}+I_{y}}.
Denn dann berechnet sich
{\displaystyle I_{z}=\int \left(x^{2}+y^{2}\right)~\mathrm {d} m=\int x^{2}~\mathrm {d} m+\int y^{2}~\mathrm {d} m=I_{x}+I_{y}}.

## Verallgemeinerung durch Trägheitstensor
Der Trägheitstensor {\displaystyle {\underline {I}}} mit Komponenten {\displaystyle I_{\alpha \beta }\,,\,\alpha ,\beta =1,2,3} eines Körpers ist eine Verallgemeinerung des Trägheitsmomentes. In einem kartesischen Koordinatensystem lässt sich der Trägheitstensor als Matrix darstellen, die sich aus den Trägheitsmomenten bezüglich der drei Koordinatenachsen und den Deviationsmomenten zusammensetzt. Die drei Trägheitsmomente bilden die Hauptdiagonale der Matrix, die Deviationsmomente sind die Nebendiagonalelemente. Mit Hilfe des Trägheitstensors lässt sich z. B. das Trägheitsmoment bezüglich einer beliebigen durch den Schwerpunkt gehenden Achse berechnen. Wenn ein starrer Körper um eine solche Achse mit der Winkelgeschwindigkeit {\displaystyle {\vec {\omega }}} rotiert, so ergibt sich das Trägheitsmoment zu
{\displaystyle I={\frac {1}{\omega ^{2}}}\sum _{i=1}^{3}\sum _{j=1}^{3}I_{ij}\;\omega _{i}\;\omega _{j}}
oder in Matrixschreibweise
{\displaystyle I={\frac {1}{\omega ^{2}}}\,{\vec {\omega }}^{T}\cdot {\underline {I}}\cdot {\vec {\omega }}}.

### Drehung des Koordinatensystems

Eine Achse in beliebiger Raumrichtung wird beschrieben durch den Einheitsvektor {\displaystyle {\vec {e}}}. Man kann diesen z. B. dadurch erhalten, dass man den Einheitsvektor in z-Richtung mittels einer Drehmatrix R dreht:
{\displaystyle {\vec {e}}={\underline {R}}\cdot \left({\begin{matrix}0\\0\\1\end{matrix}}\right)}
Mit
{\displaystyle {\underline {R}}=\left({\begin{matrix}\cos \varphi \cdot \cos \vartheta &-\sin \varphi &\cos \varphi \cdot \sin \vartheta \\\sin \varphi \cdot \cos \vartheta &\cos \varphi &\sin \varphi \cdot \sin \vartheta \\-\sin \vartheta &0&\cos \vartheta \ \end{matrix}}\right)}
erhält man
{\displaystyle {\vec {e}}=\left({\begin{matrix}\cos \varphi \cdot \sin \vartheta \\\sin \varphi \cdot \sin \vartheta \\\cos \vartheta \end{matrix}}\right)}.
Mit Hilfe dieser Drehmatrix kann nun der Trägheitstensor in ein Koordinatensystem transformiert werden, in dem die z-Achse in Richtung der Rotationsachse zeigt:
{\displaystyle {\underline {I'}}={\underline {R}}^{T}\cdot {\underline {I}}\cdot {\underline {R}}}.
Das Trägheitsmoment für die neue z-Achse ist jetzt einfach das 3. Diagonalelement des Tensors in der neuen Darstellung. Nach Ausführung der Matrizenmultiplikation und trigonometrischen Umformungen ergibt sich
{\displaystyle {\begin{aligned}I=&(I_{xx}\cos ^{2}\varphi +I_{yy}\sin ^{2}\varphi +I_{xy}\sin 2\varphi )\sin ^{2}\vartheta \\&+I_{zz}\cos ^{2}\vartheta +(I_{yz}\sin \varphi +I_{zx}\cos \varphi )\sin 2\vartheta \end{aligned}}}.

#### Beispielrechnung: Rotationssymmetrischer Körper
Wir betrachten als Beispiel dazu den Trägheitstensor eines rotationssymmetrischen Körpers. Wenn eine der Koordinatenachsen (hier die z-Achse) mit der Symmetrieachse zusammenfällt, dann ist dieser Tensor diagonal. Die Trägheitsmomente für Rotation um die x-Achse und die y-Achse sind gleich ({\displaystyle I_{xx}=I_{yy}=I_{1}}). Für die z-Achse kann das Trägheitsmoment verschieden sein ({\displaystyle I_{zz}=I_{2}}). Der Trägheitstensor hat damit folgende Gestalt:
{\displaystyle {\underline {I}}=\left({\begin{matrix}I_{1}&0&0\\0&I_{1}&0\\0&0&I_{2}\end{matrix}}\right)}.
Transformiert man diesen Tensor wie oben beschrieben in ein Koordinatensystem, das um den Winkel {\displaystyle \vartheta } um die y-Achse gedreht ist, so erhält man:
{\displaystyle {\underline {I'}}=\left({\begin{matrix}I_{1}\cos ^{2}\vartheta +I_{2}\sin ^{2}\vartheta &0&\left(I_{1}-I_{2}\right)\sin \vartheta \cos \vartheta \\0&I_{1}&0\\\left(I_{1}-I_{2}\right)\sin \vartheta \cos \vartheta &0&I_{1}\sin ^{2}\vartheta +I_{2}\cos ^{2}\vartheta \end{matrix}}\right)}.
Daraus ergibt sich:
1. Für {\displaystyle I_{1}\neq I_{2}} sind die Trägheitsmomente für die x- und z-Achse von {\displaystyle \vartheta } abhängig.
2. Für {\displaystyle I_{1}\neq I_{2}} ist der Trägheitstensor nicht mehr diagonal, es treten Deviationsmomente auf.
3. Das Trägheitsmoment für die neue z-Achse ist: {\displaystyle I=I_{1}\sin ^{2}\vartheta +I_{2}\cos ^{2}\vartheta }.
4. Für {\displaystyle I_{1}=I_{2}} hängt wegen {\displaystyle \sin ^{2}\vartheta +\cos ^{2}\vartheta =1} das Trägheitsmoment nicht von der Richtung der Drehachse ab.

## Besondere Trägheitsmomente

### Hauptträgheitsmoment

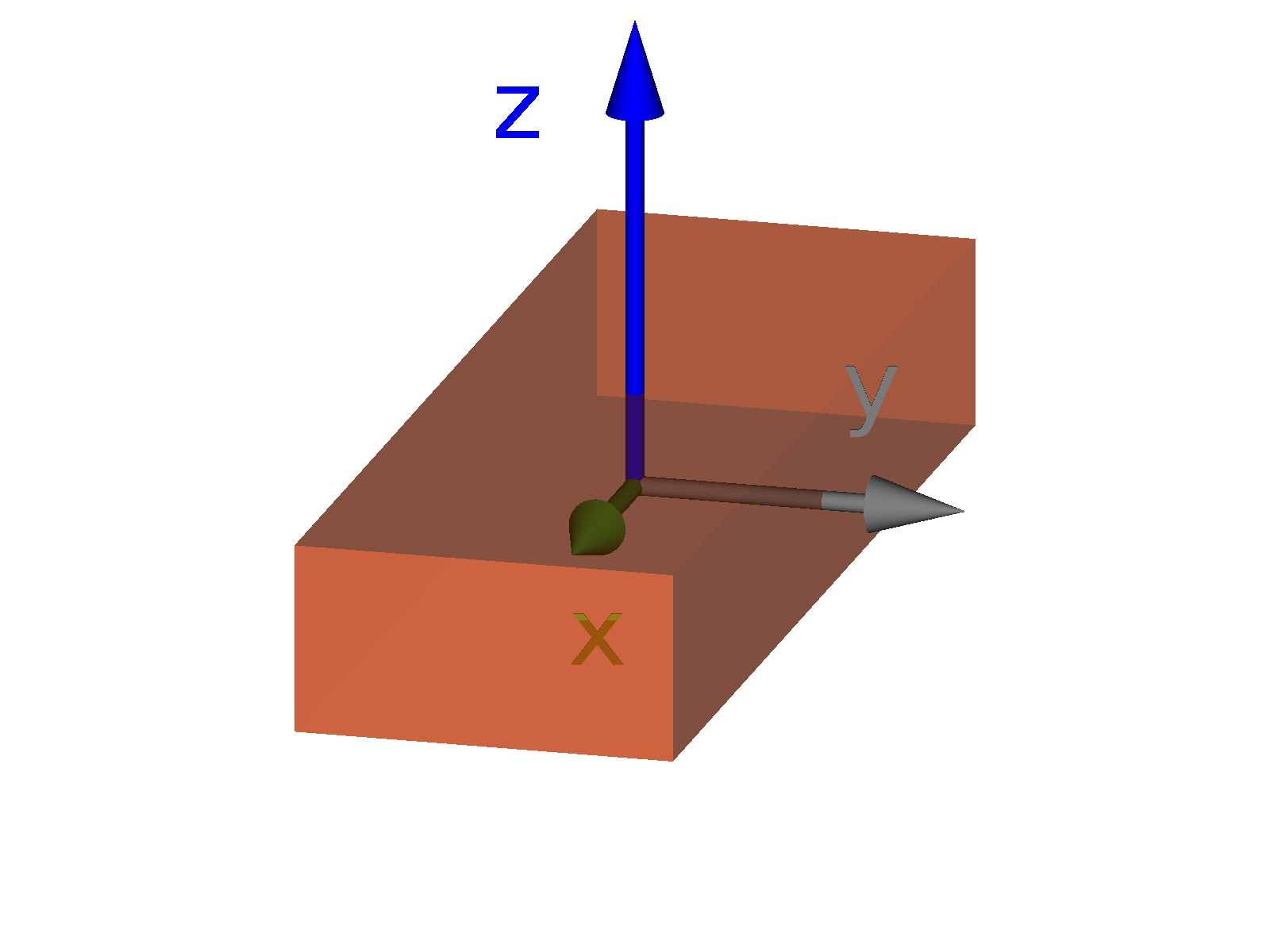
Die Hauptträgheitsachsen des Quaders: x-Achse das Minimum und z-Achse das Maximum und senkrecht dazu die resultierende y-Achse

Betrachtet man einen beliebig geformten Körper, der um eine Achse durch seinen Massenmittelpunkt rotiert, so variiert dessen Trägheitsmoment je nach Lage dieser Drehachse. Dabei gibt es – im Allgemeinen – eine Achse, bezüglich der das Trägheitsmoment des Körpers maximal anliegt, und eine, für das es minimal anliegt. Diese beiden Achsen stehen immer senkrecht zueinander und bilden zusammen mit einer dritten, wiederum senkrecht auf den beiden anderen stehenden Achse, die Hauptträgheitsachsen oder kurz Hauptachsen des Körpers.
In einem von den Hauptträgheitsachsen aufgespannten Koordinatensystem (Hauptträgheitssystem oder Hauptachsensystem genannt) ist der Trägheitstensor diagonal. Die zu den Hauptträgheitsachsen gehörenden Trägheitsmomente sind also die Eigenwerte des Trägheitstensors, sie heißen Hauptträgheitsmomente.
Ist wie im Bild ein kartesisches Koordinatensystem im Massenmittelpunkt parallel zum Hauptträgheitssystem ausgerichtet, dann berechnen sich die Hauptträgheitsmomente zu:
{\displaystyle {\begin{aligned}I_{1}=&\int _{V}(x_{2}^{2}+x_{3}^{2})\,\varrho \mathrm {d} V\\I_{2}=&\int _{V}(x_{3}^{2}+x_{1}^{2})\,\varrho \mathrm {d} V\\I_{3}=&\int _{V}(x_{1}^{2}+x_{2}^{2})\,\varrho \mathrm {d} V\end{aligned}}}
wenn, wie üblich, die Koordinaten nach dem Schema x→x1, y→x2 und z→x3 nummeriert werden.
Mit dem Binet’schen Trägheitsmoment (nach Jacques Philippe Marie Binet)
{\displaystyle i_{\alpha }:=\int _{V}x_{\alpha }^{2}\,\varrho \mathrm {d} V>0\quad {\text{mit}}\quad \alpha =1,2,3}
sind die Hauptträgheitsmomente auch darstellbar als:
{\displaystyle {\begin{aligned}I_{1}&=i_{2}+i_{3}\\I_{2}&=i_{3}+i_{1}\\I_{3}&=i_{1}+i_{2}\end{aligned}}}
Daraus ergibt sich:
{\displaystyle {\begin{aligned}I_{1}+I_{2}&=i_{1}+i_{2}+2i_{3}=I_{3}+2i_{3}>I_{3}\\I_{2}+I_{3}&=2i_{1}+i_{2}+i_{3}=I_{1}+2i_{1}>I_{1}\\I_{3}+I_{1}&=i_{1}+2i_{2}+i_{3}=I_{2}+2i_{2}>I_{2}\,.\end{aligned}}}
Die Summe zweier Hauptträgheitsmomente ist immer größer als das dritte; sie erfüllen die Dreiecksungleichungen.
Die Hauptträgheitsachsen fallen bei homogener Massenverteilung mit eventuell vorhandenen Symmetrieachsen des Körpers zusammen.
Sind zwei Hauptträgheitsmomente gleich groß, so wird der starre Körper symmetrischer Kreisel genannt. Alle Drehachsen in der Äquatorebene, die von den zugehörigen Hauptträgheitsachsen aufgespannt wird, sind ebenfalls Hauptträgheitsachsen mit dem gleichen Trägheitsmoment. Das ist bei zylindersymmetrischen Körpern unmittelbar klar, gilt aber z. B. ebenso für einen Stab mit quadratischer oder hexagonaler Grundfläche.
Für den Fall, dass alle drei Hauptträgheitsmomente identisch sind, ist, wie oben gezeigt wurde, jede Drehachse durch den Massenmittelpunkt eine Hauptträgheitsachse mit dem gleichen Trägheitsmoment. Dies gilt für alle regelmäßigen Körper wie Kugel, gleichseitiges Tetraeder, Würfel usw., siehe Kugelkreisel.
Zwei Hauptachsen spannen eine Hauptebene auf.

### Trägheitsmoment zur eingespannten Achse
Wenn ein starrer Körper um eine fest eingespannte Achse mit der Winkelgeschwindigkeit {\displaystyle {\vec {\omega }}} rotiert (die Richtung des Vektors {\displaystyle {\vec {\omega }}} ist die Richtung der Drehachse), so lässt sich der Drehimpuls {\displaystyle {\vec {L}}} aus der allgemeinen Formel {\displaystyle {\vec {L}}=I{\vec {\omega }}} berechnen. Dabei ist {\displaystyle I} im Gegensatz zur oben angegebenen Formel nicht das Trägheitsmoment, sondern der Trägheitstensor. Im Allgemeinen hat der Drehimpuls {\displaystyle {\vec {L}}} jetzt nicht die Richtung der Drehachse {\displaystyle {\vec {\omega }}} und ist zeitlich nicht konstant, so dass die Lager ständig Drehmomente aufbringen müssen (dynamische Unwucht). Nur bei Rotation um eine der Hauptträgheitsachsen ist {\displaystyle {\vec {L}}\parallel {\vec {\omega }}}.
Für die Drehimpulskomponente {\displaystyle L} entlang der Drehachse gilt {\displaystyle L=I\omega }, dabei ist {\displaystyle \omega } die Winkelgeschwindigkeit und {\displaystyle I} das Trägheitsmoment bezüglich der Drehachse {\displaystyle {\vec {\omega }}}. Die kinetische Energie der Rotation, auch kurz als Rotationsenergie bezeichnet, kann durch
{\displaystyle E_{\mathrm {rot} }={\frac {1}{2}}I\omega ^{2}={\frac {L^{2}}{2I}}}
ausgedrückt werden. Diese Formeln zeigen die Analogie zu den entsprechenden Formeln für Impuls und kinetische Energie der Translationsbewegung.

## Beispiele

### Trägheitsmomente von Himmelskörpern
Fast alle größeren Körper im Weltall (Sterne, Planeten) sind annähernd kugelförmig und rotieren mehr oder weniger schnell. Das Trägheitsmoment um die Rotationsachse ist immer das größte des jeweiligen Himmelskörpers.
Die Differenz dieses „polaren“ und des äquatorialen Trägheitmoments hängt mit der Abplattung des Körpers zusammen, also seiner Verformung der reinen Kugelgestalt durch die Fliehkraft der Rotation. Bei der Erde liegt die Differenz dieser zwei Hauptträgheitsmomente bei 0,3 Prozent, entspricht also etwa der Erdabplattung von 1:298,24. Beim rasch rotierenden Jupiter ist die Differenz und die Abplattung rund 20-mal größer.

### Hauptträgheitsmomente einfacher geometrischer Körper mit konstanter Dichte
Wenn nicht ausdrücklich anders angegeben, liegt der Schwerpunkt der geometrischen Körper auf der Drehachse, auf die sich das Trägheitsmoment bezieht. {\displaystyle m} ist die Masse des starren rotierenden Körpers. Das Trägheitsmoment für Drehungen um andere Achsen kann man dann mit Hilfe des Satzes von Steiner berechnen. Für Drehungen um beliebige Achsen kann man die Liste von Trägheitstensoren heranziehen.
| Abbildung | Beschreibung | Trägheitsmoment                                                                            |
| --------- | --- | ------------------------------------------------------------------------------------------ |
|           | Eine Punktmasse, die im Abstand {\displaystyle r} um eine Drehachse rotiert. | {\displaystyle I=m\,r^{2}}                                                                 |
| b)        | Ein Vollzylinder, der um seine Symmetrieachse rotiert. | {\displaystyle I={\frac {1}{2}}m\,r^{2}}                                                   |
| c)        | Ein Hohlzylinder mit Wanddicke {\displaystyle d=r_{2}-r_{1}}, der um seine Symmetrieachse rotiert. Schließt die Grenzfälle Vollzylinder ({\displaystyle r_{1}=0}) und auch Zylindermantel ({\displaystyle r_{1}=r_{2}}) mit ein.                | {\displaystyle I=m{\frac {r_{1}^{2}+r_{2}^{2}}{2}}}                                        |
| d)        | Eine Hohlzylinder mit Wanddicke {\displaystyle d\ll r}, der um seine Symmetrieachse rotiert. Näherung durch den Grenzfall Zylindermantel. | {\displaystyle I\approx m\,r^{2}}                                                          |
|           | Ein Vollzylinder, der um eine Querachse (zweizählige Symmetrieachse) rotiert. | {\displaystyle I={\frac {1}{4}}m\,r^{2}+{\frac {1}{12}}m\,l^{2}}                           |
|           | Eine Hohlzylinder mit Wanddicke {\displaystyle d\ll r}, der um eine Querachse (zweizählige Symmetrieachse) rotiert. Näherung durch den Grenzfall Zylindermantel.                                                                                | {\displaystyle I\approx {\frac {1}{2}}m\,r^{2}+{\frac {1}{12}}m\,l^{2}}                    |
|           | Ein dünner Stab (Vollzylinder mit {\displaystyle r\ll l}), der um eine Querachse (zweizählige Symmetrieachse) rotiert. Näherung durch den Grenzfall {\displaystyle r=0}.                                                                        | {\displaystyle I\approx {\frac {1}{12}}m\,l^{2}}                                           |
|           | Ein dünner Stab, der um eine Querachse durch ein Ende rotiert. Anwendung der Steiner-Regel auf den Fall g). | {\displaystyle I\approx {\frac {1}{3}}m\,l^{2}}                                            |
|           | Eine Vollkugel, die um eine Achse durch den Mittelpunkt rotiert. | {\displaystyle I={\frac {2}{5}}m\,r^{2}}                                                   |
|           | Eine Hohlkugel mit Wanddicke {\displaystyle d=r-r_{i}}, die um eine Achse durch den Mittelpunkt rotiert. | {\displaystyle I={\frac {2}{5}}m\,{\frac {r^{5}-r_{i}^{5}}{r^{3}-r_{i}^{3}}}}              |
|           | Eine Hohlkugel mit Wanddicke {\displaystyle d\ll r}, die um eine Achse durch den Mittelpunkt rotiert. Näherung durch den Grenzfall Kugeloberfläche ({\displaystyle r_{i}=r}).                                                                   | {\displaystyle I\approx {\frac {2}{3}}m\,r^{2}}                                            |
|           | Ein Quader, der um eine Achse durch den Mittelpunkt rotiert, die parallel zu seinen Kanten {\displaystyle c} liegt. | {\displaystyle I={\frac {1}{12}}m\,(a^{2}+b^{2})}                                          |
|           | Ein Kegel, der um seine Achse rotiert. | {\displaystyle I={\frac {3}{10}}m\,r^{2}}                                                  |
|           | Ein Kegelstumpf, der um seine Achse rotiert. Schließt die Grenzfälle Vollzylinder ({\displaystyle r_{2}=r_{1}}) und auch Kegel ({\displaystyle r_{2}=0}) mit ein.                                                                               | {\displaystyle I={\frac {3}{10}}m\,{\frac {(r_{1}^{5}-r_{2}^{5})}{(r_{1}^{3}-r_{2}^{3})}}} |
|           | Ein Kegelmantel, der um seine Achse rotiert. Aus dem Grenzfall Kreisscheibe ({\displaystyle h=0}) ergibt sich die Gleichheit mit dem Trägheitsmoment eines Vollzylinders.                                                                       | {\displaystyle I={\frac {1}{2}}m\,r^{2}}                                                   |
|           | Eine vierseitige, regelmäßige Pyramide, die um ihre Symmetrieachse rotiert. | {\displaystyle I={\frac {1}{5}}m\,r^{2}={\frac {1}{10}}ml^{2}}                             |
|           | Ein Volltorus mit dem Radius {\displaystyle R} (rot) und der halben Dicke {\displaystyle r} (gelb), der um die Symmetrieachse rotiert. (Der Radius {\displaystyle R} ist so gemeint, dass der Außenradius des Torus {\displaystyle R+r} ergibt) | {\displaystyle I=m\left({\frac {3}{4}}\,r^{2}+R^{2}\right)}                                |

### Beispielrechnung: Trägheitsmoment der homogenen Vollkugel
Zum Verständnis dieses Abschnittes sind grundlegende Kenntnisse der Integralrechnung und Koordinatentransformation hilfreich.
Um das Trägheitsmoment einer massiven homogenen Kugel bezüglich einer Drehachse durch den Kugelmittelpunkt zu berechnen, wird das im Abschnitt „Berechnung“ angegebene Integral verwendet. Der Einfachheit halber soll der Kugelmittelpunkt im Ursprung eines kartesischen Koordinatensystems liegen und die Drehachse entlang der {\displaystyle z}-Achse verlaufen. Um das Integral
{\displaystyle I=\rho \int _{V}(x^{2}+y^{2})\,\mathrm {d} V}
auszuwerten, empfiehlt es sich, Kugelkoordinaten anstatt kartesischer Koordinaten zu verwenden. Beim Übergang müssen dabei die kartesischen Koordinaten {\displaystyle x,y,z} und das Volumenelement {\displaystyle \mathrm {d} V} durch die Kugelkoordinaten {\displaystyle r,\vartheta ,\varphi } ausgedrückt werden. Das geschieht mithilfe der Ersetzungsregeln
{\displaystyle x=r\sin \vartheta \cos \varphi }
{\displaystyle y=r\sin \vartheta \sin \varphi }
{\displaystyle z=r\cos \vartheta }
und der Funktionaldeterminanten
{\displaystyle \mathrm {d} V=r^{2}\sin \vartheta \,\mathrm {d} r\,\mathrm {d} \vartheta \,\mathrm {d} \varphi }.
Einsetzen in den Ausdruck für das Trägheitsmoment liefert
{\displaystyle I=\rho \int _{0}^{R}\!\mathrm {d} r\,\int _{0}^{\pi }\!\mathrm {d} \vartheta \,\int _{0}^{2\pi }\!\mathrm {d} \varphi \;\;r^{4}\sin ^{3}\vartheta }.
Hier zeigt sich der Vorteil der Kugelkoordinaten: Die Integralgrenzen hängen nicht voneinander ab. Die beiden Integrationen über {\displaystyle r} und {\displaystyle \varphi } lassen sich daher elementar ausführen. Das verbleibende Integral in
{\displaystyle I={\frac {2}{5}}\pi \rho R^{5}\int _{0}^{\pi }\sin ^{3}\vartheta \,\mathrm {d} \vartheta }
kann durch Substitution {\displaystyle u=\cos \vartheta ,~du=-\sin \vartheta d\vartheta } gelöst werden:
{\displaystyle \int _{0}^{\pi }\sin ^{3}\vartheta \,\mathrm {d} \vartheta ={\frac {4}{3}}}.
Für das Trägheitsmoment ergibt sich schließlich:
{\displaystyle I={\frac {2}{5}}\cdot {\frac {4}{3}}\pi \rho R^{5}={\frac {2}{5}}\rho VR^{2}={\frac {2}{5}}mR^{2}}.

## Messung
Zur Messung eines Trägheitsmoments eines Körpers verwendet man einen Drehtisch. Dieser besteht aus einer Kreisscheibe, die um ihre Symmetrieachse drehbar ist und einer Schneckenfeder (Spiralfeder). Sie bewirkt bei einer Drehung der Scheibe ein rücktreibendes Drehmoment {\displaystyle D}, das direkt proportional zum Auslenkwinkel {\displaystyle \varphi } ist: {\displaystyle D=-D_{r}\varphi }. Die Proportionalitätskonstante {\displaystyle D_{r}} nennt man Direktionsmoment oder Richtmoment. Ihr Wert hängt von der Stärke der Feder ab. Die Scheibe führt nun harmonische Schwingungen mit der Schwingungsdauer
{\displaystyle T_{0}=2\pi {\sqrt {\frac {I_{0}}{D_{r}}}}},
aus, wobei {\displaystyle I_{0}} das Trägheitsmoment der Scheibe ist. Legt man nun zusätzlich einen Körper mit bekanntem Trägheitsmoment {\displaystyle I_{1}} auf die Scheibe, so ändert sich die Schwingungsdauer zu
{\displaystyle T_{1}=2\pi {\sqrt {\frac {I_{0}+I_{1}}{D_{r}}}}}.
Aus der Differenz der Quadrate der jeweiligen Schwingungsdauer
{\displaystyle T_{1}^{2}-T_{0}^{2}=4\pi ^{2}{\frac {I_{1}}{D_{r}}}}
lässt sich das Direktionsmoment {\displaystyle D_{r}} des Drehtisches bestimmen und aus obiger Formel für {\displaystyle T_{0}} erhält man dann das Trägheitsmoment {\displaystyle I_{0}} des Drehtisches. Legt man nun einen beliebigen Körper auf den Drehtisch, so kann man sein Trägheitsmoment {\displaystyle I} bezüglich der Rotationsachse aus der gemessenen Schwingungsdauer
{\displaystyle T=2\pi {\sqrt {\frac {I_{0}+I}{D_{r}}}}}
berechnen.

## Moment (Integration)
Momente sind in Naturwissenschaften und Technik Kenngrößen einer Verteilung, welche die Lage und Form dieser Verteilung beschreiben. Sie werden durch Integration über die mit einem potenzierten Abstand gewichtete Verteilung berechnet. In diesem Sinne ist das Massenträgheitsmoment mit dem Flächenträgheitsmoment verwandt.